# رالف هاتن
رالف هاتن (انگلیسی: Ralph Hutton؛ زادهٔ ۶ مارس ۱۹۴۸) شناگر اهل کانادا است.
وی در مسابقات کشوری و بین‌المللی در مجموع برندهٔ ۱ مدال طلا، ۸ مدال نقره، ۳ مدال برنز شده‌است.